# Argyria heringi
Argyria heringi là một loài bướm đêm trong họ Crambidae.